# Змиевская бумажная фабрика
Змиевская бумажная фабрика — промышленное предприятие в городе Змиёв Змиевского района Харьковской области Украины.

## История
Бумажная фабрика в уездном городе Змиев Змиевского уезда Харьковской губернии Российской империи была построена в 1891—1892 годы и начала работу в декабре 1893 года. Изначально предприятие выпускало обёрточную бумагу, здесь действовали две паровые машины, а продолжительность рабочего дня составляла 12 часов. К 1899 году численность рабочих фабрики увеличилось до 140 человек, большинство из них являлись жителями города и крестьянами окрестных селений.
Перед Февральской революцией на бумажной фабрике возникла подпольная группа РСДРП(б), связанная с большевиками Харькова, которую возглавил слесарь П. К. Геращенко. Группа стала основой местной организации РСДРП(б), под руководством которой в декабре 1917 года в Змиеве была установлена Советская власть.

### 1918—1991
В начале 1918 года на фабрике был введён рабочий контроль над производством, но 9 апреля 1918 года город был оккупирован австро-немецкими войсками (которые оставались здесь до ноября 1918 года). В дальнейшем, до декабря 1919 года город находился в зоне боевых действий гражданской войны.
В 1920 году при содействии красноармейцев началось восстановление фабрики.
В 1924/25 хозяйственном году предприятие выпустило 534,5 тонн бумаги, а в 1925/26 хозяйственном году — 731,1 тонны, превысив довоенный уровень производства. После строительства в городе электростанции и электрификации предприятий производительность фабрики была увеличена. Также, в 1920е годы при фабрике была создана библиотека.
В соответствии со вторым пятилетним планом развития народного хозяйства СССР фабрика была расширена и реконструирована. Во второй половине 1930х годов фабрика стала одним из передовых предприятий целлюлозно-бумажной промышленности СССР, здесь было освоено производство ценных сортов бумаги. К 1941 году для рабочих предприятия были построены четыре двухэтажных жилых дома, клуб, медпункт, столовая и баня, также фабрика оказывала шефскую помощь начальной школе.
В ходе боевых действий Великой Отечественной войны и немецкой оккупации города (22 октября 1941 — 18 августа 1943) фабрика была полуразрушена, но вскоре после завершения боев в городе началось восстановление предприятия. В 1944 году оборудование фабрики было реэвакуировано, и в сентябре 1945 года она была вновь введена в эксплуатацию.
В 1946 году фабрика восстановила довоенный уровень производства, а в 1948 году превысила его.
Пятую пятилетку фабрика завершила досрочно, выполнив производственный план 1 ноября 1955 года. В 1955 году предприятие произвело 2286 тонн бумаги (на 17,7 % больше, чем в 1940 году) и в этом же году было переориентировано на производство папиросной бумаги.
В целом, в советское время бумажная фабрика являлась одним из крупнейших предприятий города.

### После 1991
После провозглашения независимости Украины фабрика была преобразована в общество с ограниченной ответственностью.
В 2009 году фабрика освоила переработку бумажных пакетов «Tetra-Pak».

#### Музей
Помимо создания бумаги и переработки вторсырья, с 2018 года на фабрике функционирует "Музей бумаги", где собраны уникальные экспонаты создания бумаги. Зданию фабрики более 125 лет и оно само по себе является уникальным, историческим сооружением.  Экспозиция музея разделена на три зоны: 
«Память». Здесь вы можете ознакомиться с фотографиями, которые расскажут вам о быте и о важных событиях фабрики. 
«Производство». Здесь с помощью раритетного оборудования на фабрике вы сможете перенестись в прошлое и увидеть как создавался бумагу. Некоторым экспонатам более 200 лет. 
«Тенденции». Мир трансформируется и бумажная промышленность меняется вместе с ней. В этой зоне вы увидите основные полиграфические тренды разных лет, в том числе особенности современного тренда - переработка комбинированных упаковок.